# Gare de Bruz
La gare de Bruz est une gare ferroviaire française de la ligne de Rennes à Redon, située sur le territoire de la commune de Bruz, à proximité du centre ville, dans le département d'Ille-et-Vilaine en région Bretagne.
La station est mise en service en 1862 par la compagnie des chemins de fer de l'Ouest. Le bâtiment voyageurs et le guichet sont fermés à la fin de l'année 2016.
C'est une halte voyageurs de la Société nationale des chemins de fer français (SNCF), desservie par des trains express régionaux TER Bretagne circulant entre Rennes et Messac - Guipry, Nantes ou Redon. Une douzaine de trains quotidiens permettent notamment de rejoindre le centre de Rennes en moins de quinze minutes.

## Situation ferroviaire
Établie à 32 mètres d'altitude, la gare de Bruz est située au point kilométrique (PK) 383,901 de la ligne de Rennes à Redon, entre les gares de Ker Lann et de Laillé.

## Histoire
La gare de Bruz est mise en service le 21 septembre 1862,, jour de l'inauguration de la ligne de Rennes à Redon par la compagnie des chemins de fer de l'Ouest.
Dans les années 2010, le jeudi en fin de journée, les voyageurs ont la possibilité d'acheter des légumes proposés par un agriculteur bio de Saint-Erblon. Cette offre est une expérience initiée par la SNCF, le choix de Bruz tenant au fait qu'il y a environ 250 voyageurs, dont 98 % d'abonnés, à faire quotidiennement le trajet aller retour avec la ville centre de la métropole rennaise.
Le bâtiment voyageurs et le guichet sont définitivement fermés le 16 décembre 2016.

## Fréquentation
De 2015 à 2023, selon les estimations de la SNCF, la fréquentation annuelle de la gare s'élève aux nombres indiqués dans le tableau ci-dessous.
| Année                     | 2015    | 2016    | 2017    | 2018    | 2019    | 2020    | 2021    | 2022    | 2023    |
| ------------------------- | ------- | ------- | ------- | ------- | ------- | ------- | ------- | ------- | ------- |
| Voyageurs                 | 106 113 | 108 094 | 120 054 | 130 109 | 166 368 | 119 298 | 145 999 | 214 043 | 228 627 |
| Voyageurs + non voyageurs | 132 642 | 135 118 | 150 068 | 162 636 | 207 960 | 149 123 | 182 499 | 267 554 | 285 784 |

## Service des voyageurs

### Accueil
Halte SNCF, c'est un point d'arrêt non géré (PANG) à accès libre, elle est équipée d'automates pour l'achat de titres de transport TER. Elle est située dans la zone de validité des titres de transport intermodaux Unipass de Rennes Métropole,.

### Desserte
Bruz est desservie par des trains TER Bretagne circulant sur les lignes : no 08 Rennes - Messac-Guipry et no 15 Rennes - Redon. 

### Intermodalité
Un parc pour les vélos (12 places) et un parking pour les véhicules y sont aménagés. La gare est desservie par les lignes de bus 59, 90 et 159ex du STAR.

## Patrimoine ferroviaire
L'ancien bâtiment voyageurs fermé en 2016.